# Fort'Opus
Fort'Opus (in italiano anche Forte Opuseo, desueto; in croato Opuzen) è una città della Croazia situata nella regione raguseo-narentana. Al censimento del 2011 la popolazione della città era pari a 3 264 abitanti.

## Geografia fisica
È situato sulla riva del fiume Narenta, nel punto di confluenza con la Piccola Narenta, a pochi chilometri dalla foce.

## Località
La città di Fort'Opus è suddivisa in 3 frazioni (naselja):
- Buk Vlaka: 492 ab.
- Fort'Opus[2] o Forte Opuseo (desueto) - Opuzen, sede comunale: 2.729 ab.
- Pržinovac (in italiano anche Presinovaz, desueto): 33 ab.